# محمد إدريس كاندھلوي
محمد إدريس بن محمد إسماعيل صديقي کاندھلوي (20 أغسطس 1899 - 28 يوليو 1974) (بالأردية: محمد ادریس بن محمد اسماعیل صدیقی کاندھلوی) عالم مسلم ديوبندي من باكستان. اهتم بالتفسير والحديث، حيث شغل منصب الشيخ المُفسّر في دار العلوم ديوبند في الهند، ثم هاجر إلى باكستان وشغل منصب الشيخ المُحدّث والمُفسّر في الجامعة الأشرفية بلاهور. ألّف عددا من الكتب في تفسير القرآن الكريم، وعن سيرة الرسول محمد صلى الله عليه وسلم.
تخرج من دار العلوم ديوبند وجامعة مظاهر العلوم سهارنفور، ودرس تحت إشراف علماء منهم خليل أحمد السهارنفوري وأنور شاه الكشميري وشبير أحمد العثماني.

## مسيرته
ولد في 12 ربيع الثاني عام 1317 هـ (20 أغسطس 1899)، في مدينة بوبال، عاصمة ولاية بوبال الأميرية. أبوه هو مولانا محمد إسماعيل کاندھلوي (توفي عام 1942)، وهو باحث إسلامي وتلميذ الحاج إمداد الله المهاجر المكي، كان يعمل في إدارة الغابات بالدولة. نشأ محمد إدريس في أسرة دينية، حيث كان من الشائع أن تحفظ النساء في الأسرة القرآن عن ظهر قلب. ووفقًا لتقاليد الأسرة، قام إدريس بحفظ القرآن واستكماله مع والده في سن التاسعة في كاندهلة.
في مقدمة أحد أعماله، يقدم نفسه باسم «الحافظ محمد إدريس بن مولانا حافظ محمد إسماعيل کاندھلوي، حنفي المذهب، وجشتي المشرب (طريقة صوفية سنية).» وفي موضع آخر من أحد أعماله، يكتب: «الصديقي الفاروقي، الكندهلوي، الحنفي، النقشبندي، المجديدي.»

### التعليم
بعد أن أكمل إدريس حفظ القرآن، أخذه والده عند العالم أشرف علي التهانوي لتلقي الدروس الدينية في الخانقاه في ثانا بهوان. هناك أكمل تعليمه الابتدائي في الدرس النظامي. بعد ذلك، تم قبول إدريس في جامعة مظاهر العلوم سهارنفور للتعمق أكثر في العلوم الإسلامية. أخذ التهانوي إدريس إلى سهارنبور وقدمه إلى الشيخ خليل أحمد السهارنفوري. درس إدريس على يد عدد من العلماء، وحصل على الشهادة في سن 19.
بعد ذلك، أكمل إدريس تعليمه في دار العلوم ديوبند، تحت إشراف عدد من العلماء من بينهم أنور شاه الكشميري وشبير أحمد العثماني، وغيرهم. وقد درس معه في ديوبند كل من محمد شفيع الديوبندي وقاري محمد طيب.

## مؤلفاته
أشهر ما ألّف:
1. تفسير معارف القرآن.
2. التعليق الصبيح على مشكاة المصابيح.
3. تحفة القارئ في حلّ مشكلات البخاري.
4. عقائد الإسلام.
5. سيرة المصطفى.
6. أصول الإسلام.
7. أصول الإسلام.
8. ختم النبوة.
9. الإسلام والنصرانية.
10. حياة الصحابة

## وفاته
توفي في السابع من رجب 1394 هـ الموافق 26 يوليو 1982م في المدينة المنورة. وقد رثاه الشيخ مفتي رضاء الحق بأبيات في ديوانه الأردي قرارِ دل باللغة العربية.